# Nodo atrioventricular
El nodo auriculoventricular (también, nodo A-V, nodo atrioventricular o nódulo de Aschoff-Tawara) está formado por células cardíacas especializadas en la formación y la conducción de impulsos eléctricos cardíacos y se encuentra situado en la porción inferior del surco interauricular próximo al septo membranoso interventricular, en el vértice superior del triángulo de Koch (espacio entre el seno coronario, la válvula septal tricuspídea y el tendón de Todaro).
Para entender la función de este nódulo es importante conocer otro nódulo, llamado sinusal o sinoauricular, el cual inicia el impulso eléctrico cardíaco y es el marcapasos del corazón, ya que crea un estímulo rítmico de autoexcitación, que provoca que el corazón se contraiga de 60 a 100 veces por minuto. De fallar el nódulo sinoauricular, esta función de marcapasos ahora recaería sobre el nódulo atrioventricular o de Aschoff-Tawara, el cual enviaría el impulso eléctrico con una frecuencia más lenta de 40 a 60 estímulos por minuto, produciendo de esta forma un latido más débil (menos frecuente).
El nombre «nodo de Aschoff-Tawara» se debe a sus descubridores: el patólogo alemán Ludwig Aschoff y el patólogo japonés Sunao Tawara.